# Celler del Sindicat Agrícola de Santpedor
El Celler del Sindicat Agrícola de Santpedor és un edifici del municipi de Santpedor (Bages) protegida com a bé cultural d'interès local.

## Descripció
El celler era format per una nau amb coberta d'encavallades de fusta i planxes de fibrociment, destinada a contenir les tines, amb una sala contigua a la part posterior, destinada a moll d'entrada de raïm i la maquinària. Els dos espais estaven comunicats per uns arcs apuntats fets de rajola. Als laterals s'obrien finestres amb arc apuntat de maó. A la façana s'obria una porta rectangular molt senzilla, damunt la qual hi havia una finestra tripartida, també senzilla.
Les tines s'arrengleraven en dues files deixant un passadís intermedi, que el 1931 es va aprofitar per posat cups subterranis; també s'hi van afegir dues naus laterals, que li van donar l'aspecte basilical que té.

## Història
Tot i que el Sindicat Agrícola de Santpedor es va constituir el 1904, no va ser fins molt més endavant que es va construir un celler.
El 1915, es va fundar la Caixa Rural, la qual, amb els estalvis dels socis, va ser el motor de la construcció d'un celler. Van col·laborar a aquesta empenta mossèn Josep Soler, ànima del Sindicat, i Josep Oms, president de la cambra Agrària del Pla de Bages. Per a la construcció del celler es va comptar amb l'assessorament de la Direcció General d'Agricultura de la Mancomunitat.
Entre 1921 i 1922 es van comprar dos terrenys, en els quals es va construir el celler i un molí fariner (Santpedor era anomenat el graner del Bages.
En la construcció del celler hi van contribuir els socis amb el seu capital o amb el seu treball (portant pedra o fent de manobres).
El Celler, que fou el primer del Bages, es va inaugura el 1923.
Actualment, el celler és tancat.